# Chilasa carolinensis
Chilasa carolinensis is een vlinder uit de familie van de pages (Papilionidae). De wetenschappelijke naam van de soort is voor het eerst geldig gepubliceerd in 1967 door Julian Jumalon.